# Conquista espanhola da Guatemala
Em um conflito prolongado durante a Colonização espanhola das Américas, os colonizadores espanhóis gradualmente incorporaram o território que se tornaria o atual país de Guatemala ao Vice-Reino colonial da Nova Espanha.
Antes da conquista, este território continha diversos reinos mesoamericanos em competição, a maioria dos quais era maia.
Muitos conquistadors viam os maias como "infiéis" que precisavam ser convertidos e pacificados à força, desconsiderando as realizações de sua civilização.
O primeiro contato entre os maias e os exploradores europeus ocorreu no início do século XVI, quando um navio espanhol que seguia de Panamá para Santo Domingo (Hispaniola) naufragou na costa leste da Península de Yucatán em 1511.
Diversas expedições espanholas se seguiram em 1517 e 1519, desembarcando em várias partes da costa da Península de Yucatán.
A conquista espanhola dos maias foi um empreendimento prolongado; os reinos maias resistiram à integração no Império Espanhol com tamanha tenacidade que sua derrota levou quase dois séculos.
Pedro de Alvarado chegou à Guatemala vindo da México recém-conquistado no início de 1524, comandando uma força mista de conquistadores espanhóis e aliados nativos, principalmente de Tlaxcala e Cholula.
Características geográficas em toda a Guatemala agora ostentam topônimos em náhuatl, devido à influência desses aliados mexicanos, que atuavam como intérpretes para os espanhóis.
Os maias Kaqchikel inicialmente se aliaram aos espanhóis, mas logo se rebelaram contra exigências excessivas de tributo e não se renderam definitivamente até 1530.
Enquanto isso, os outros principais reinos maias das terras altas foram, sucessivamente, derrotados pelos espanhóis e por guerreiros aliados do México e de reinos maias já subjugados na Guatemala.
Os maias Itza e outros grupos de terras baixas na Bacia do Petén foram contatados pela primeira vez por Hernán Cortés em 1525, mas permaneceram independentes e hostis aos espanhóis invasores até 1697, quando um ataque espanhol coordenado, liderado por Martín de Ursúa y Arizmendi, finalmente derrotou o último reino maia independente.
As táticas e tecnologias dos espanhóis e dos nativos eram muito diferentes.
Os espanhóis viam a captura de prisioneiros como um obstáculo à vitória completa, enquanto os maias priorizavam a captura de prisioneiros vivos e de saques.
Os Povos indígenas da Guatemala careciam de elementos essenciais da tecnologia do Velho Mundo, tais como uma roda funcional, cavalos, ferro, aço e Pólvora; além disso, eram extremamente suscetíveis às doenças do Velho Mundo, contra as quais não tinham resistência.
Os maias preferiam incursões e emboscadas a uma guerra em grande escala, utilizando lanças, flechas e espadas de madeira com lâminas de obsidiana embutidas; os Xinca da planície costeira do sul usavam veneno em suas flechas.
Em resposta ao uso da cavalaria espanhola, os maias das terras altas passaram a cavar fossos e forrá-los com estacas de madeira.

## Fontes históricas

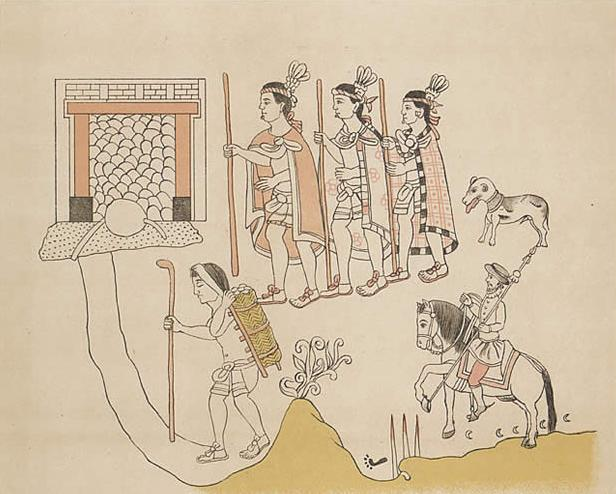
Uma página do Lienzo de Tlaxcala, mostrando um conquistador espanhol acompanhado por aliados tlaxcaltecas e um porteiro indígena

## Contexto

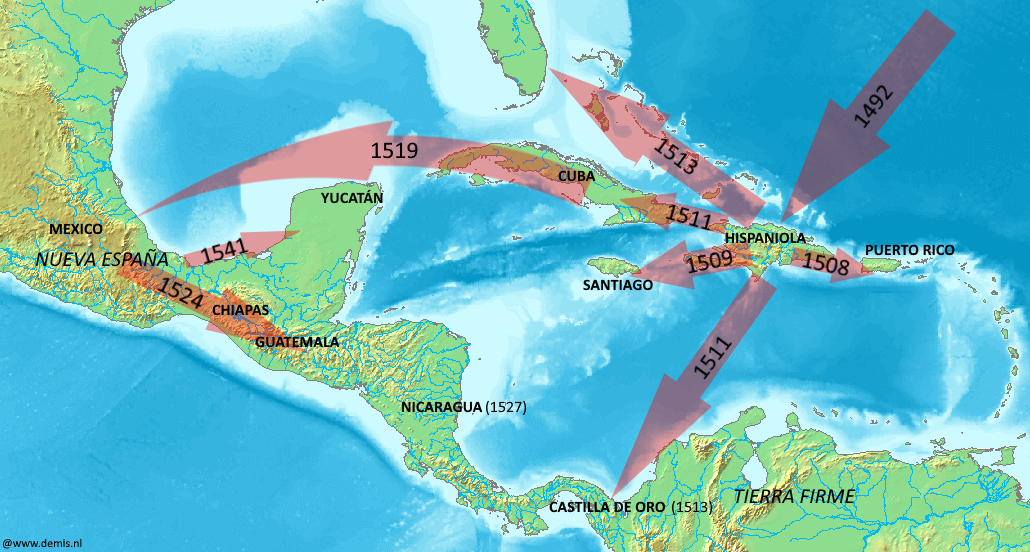
Rotas de expansão espanhola no Caribe durante o início do século XVI

## Guatemala antes da conquista

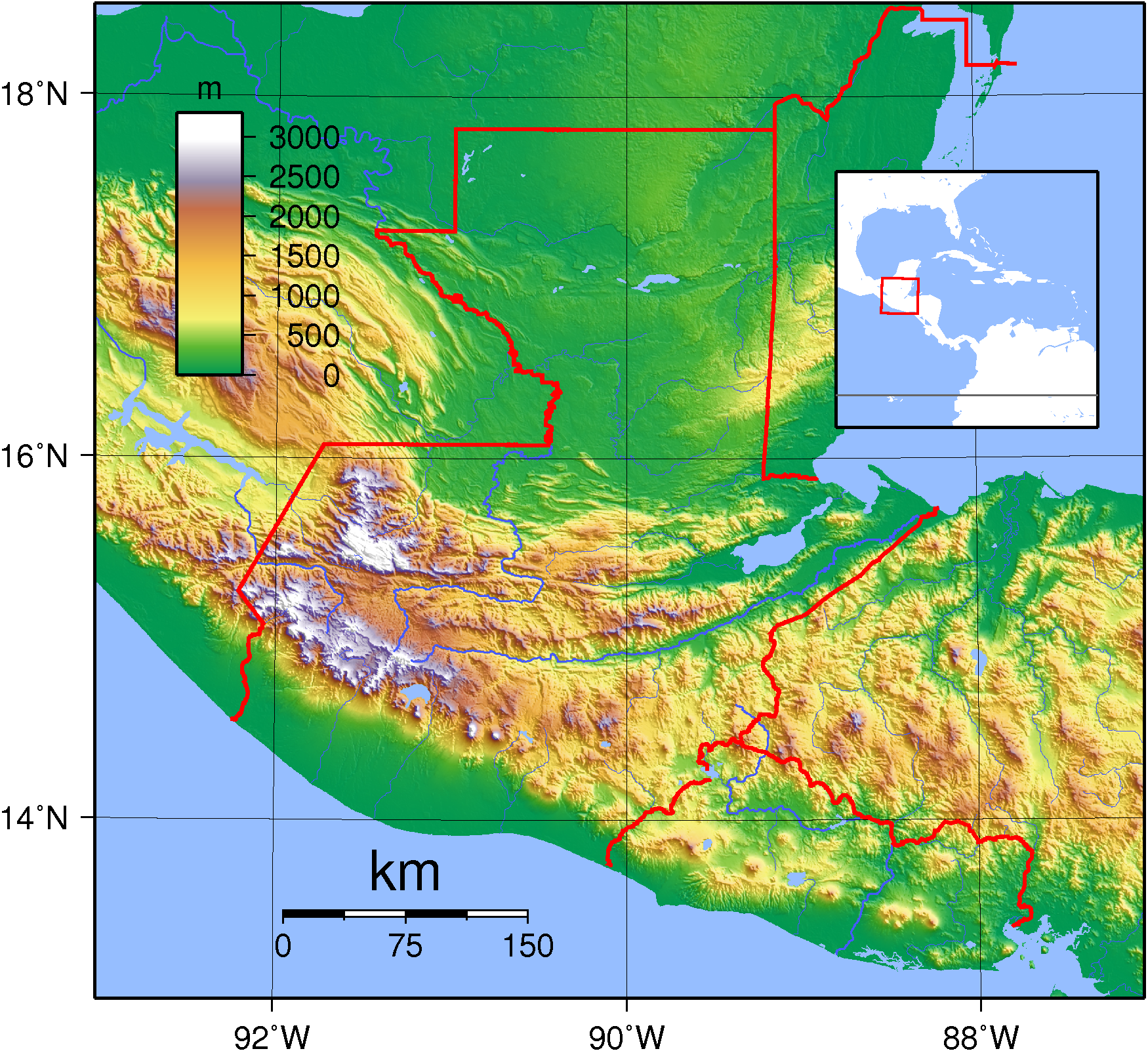
Mapa em relevo da Guatemala mostrando as três amplas áreas geográficas: as planícies baixas do Pacífico ao sul, as terras altas e as planícies baixas do Petén ao norte

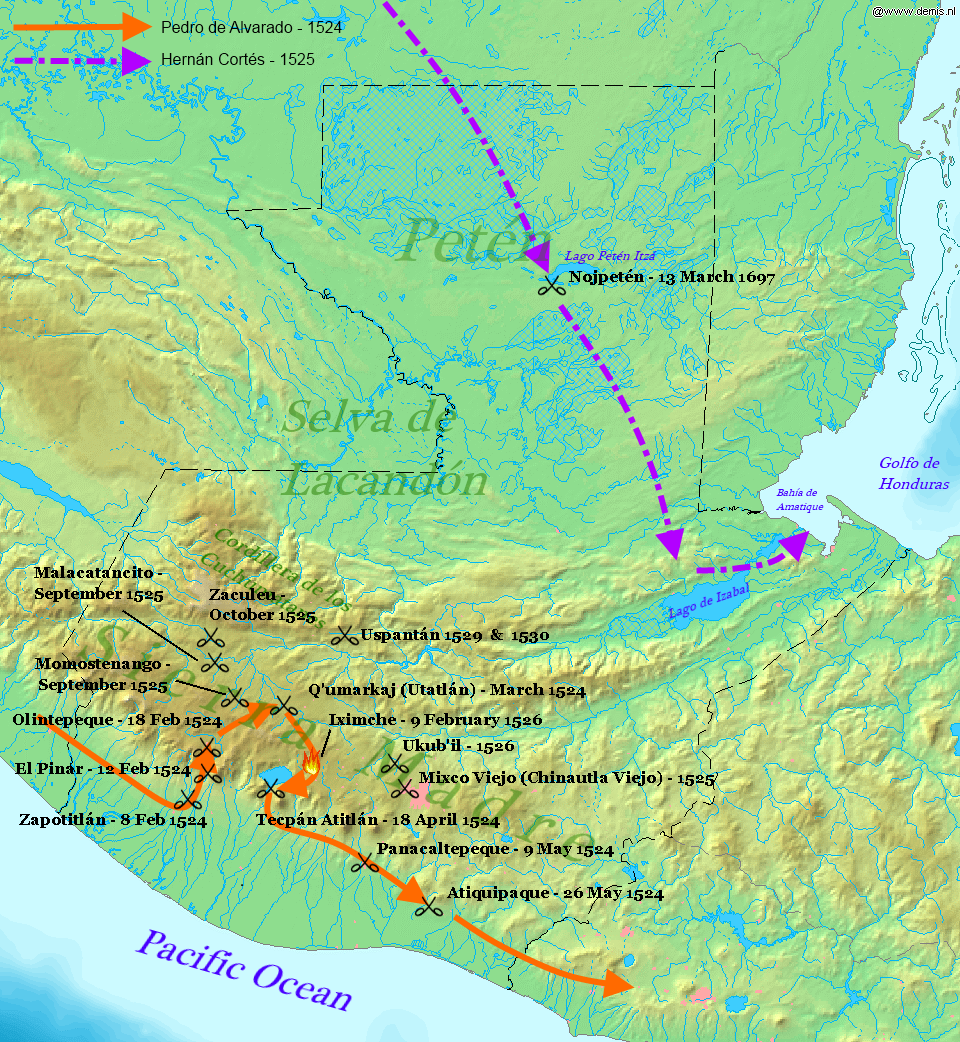
Mapa das principais rotas de entrada e locais de batalha da conquista de Guatemala

### Armas e táticas espanholas

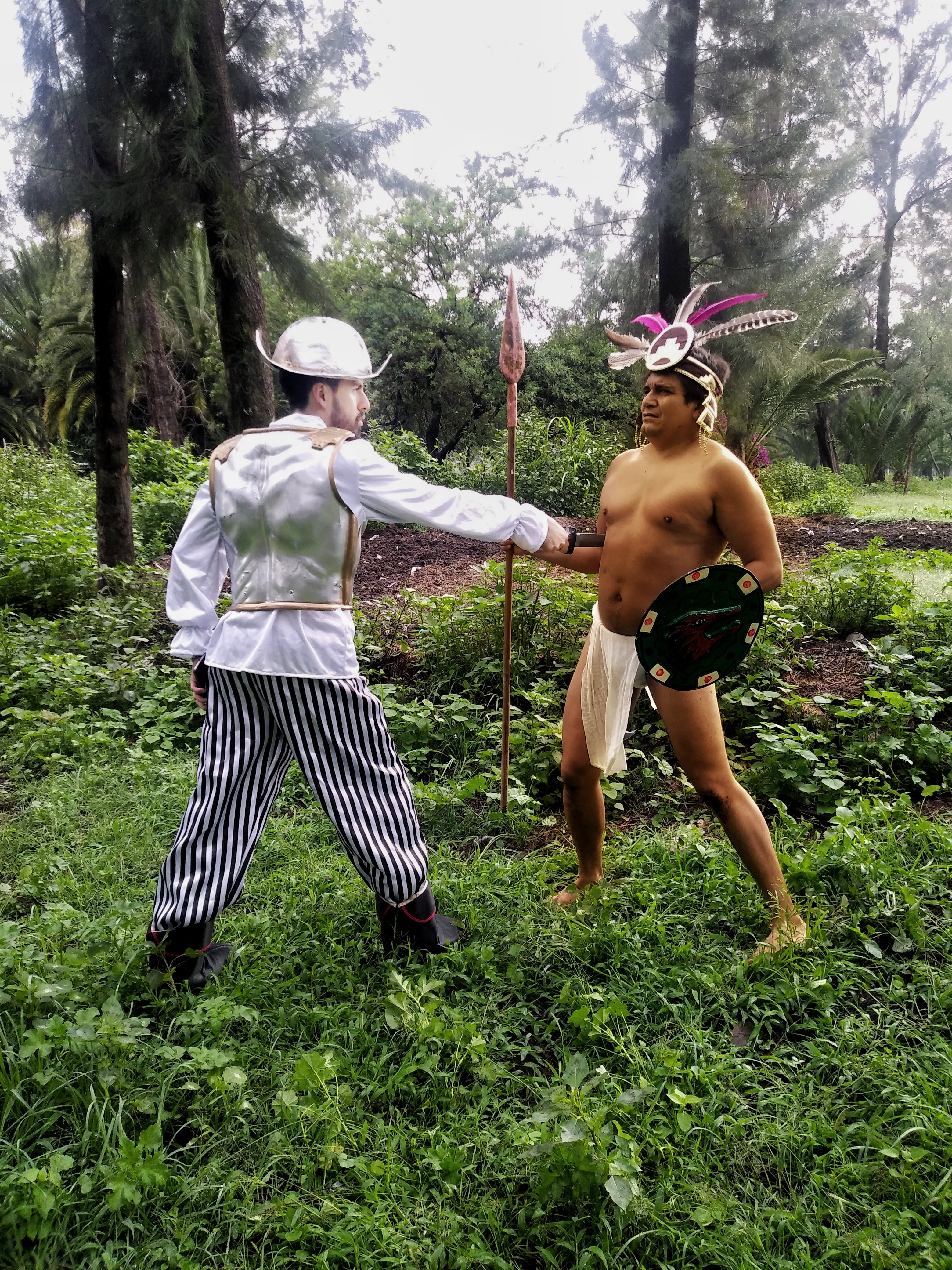
Representação de uma batalha entre um indígena e um conquistador

## Conquista das terras altas

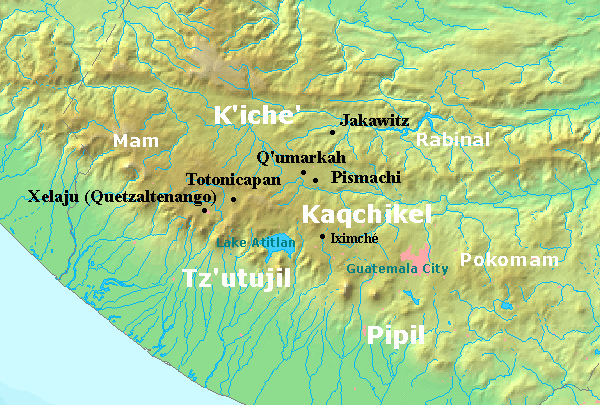
Mapa das Terras Altas de Guatemala na véspera da conquista espanhola

### Subjugação dos Kʼicheʼ

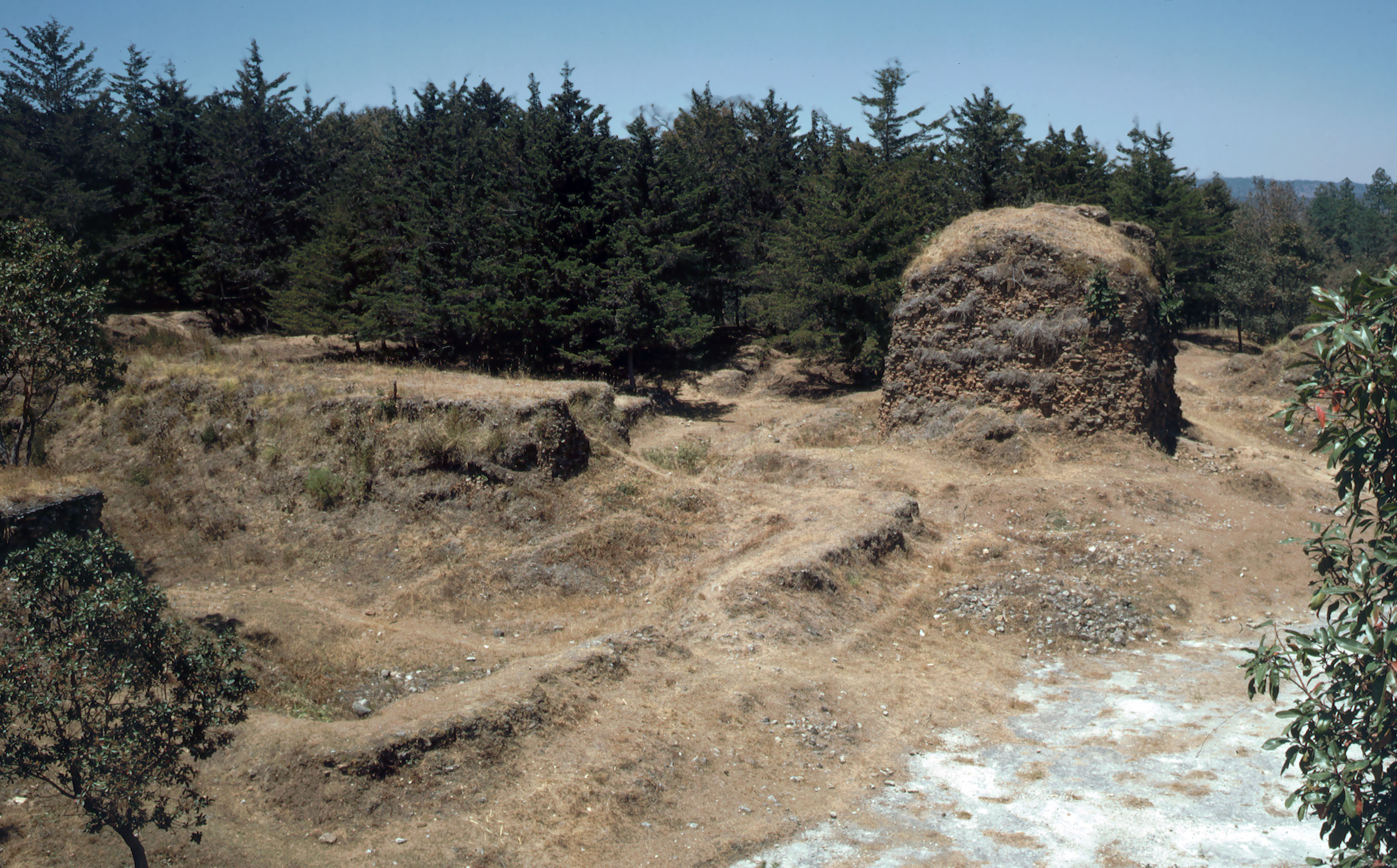
Qʼumarkaj foi a capital do reino Kʼicheʼ até ser incendiada pelos espanhóis invasores.

### Conquista dos Tzʼutujil

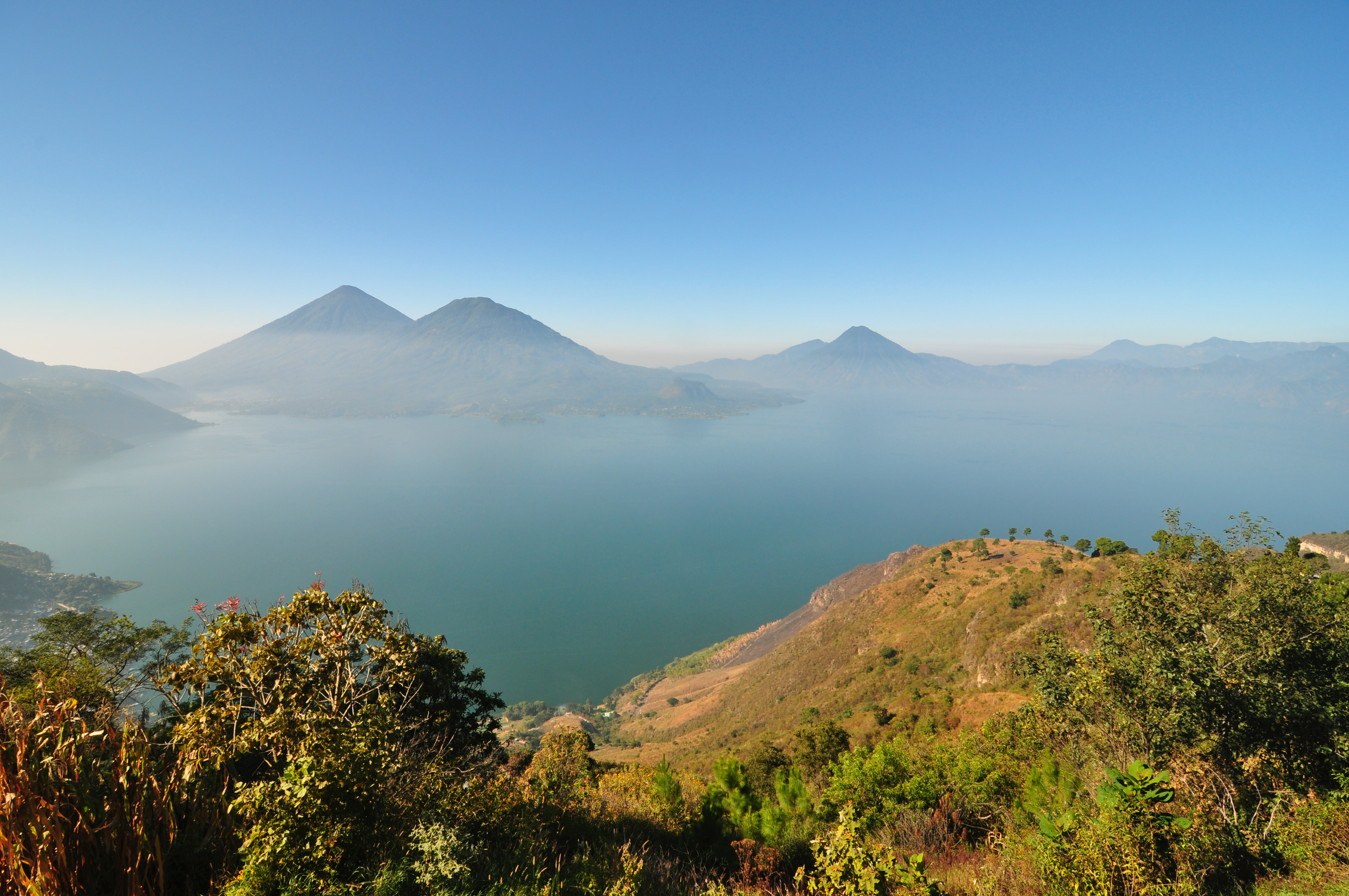
O reino Tzʼutujil tinha sua capital às margens do Lago Atitlán.

### Cerco de Zaculeu

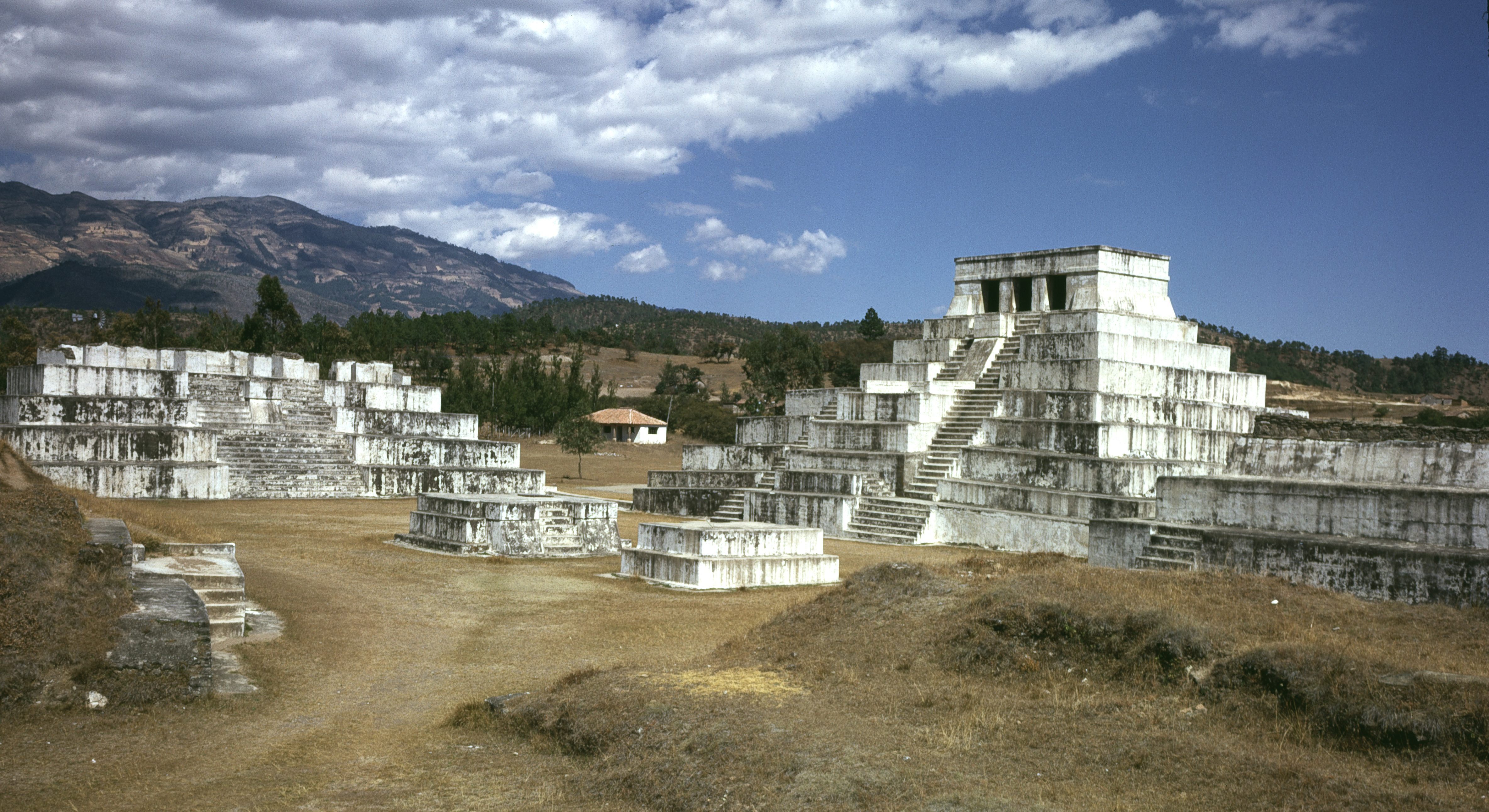
Zaculeu cedeu a Gonzalo de Alvarado y Contreras após um cerco de vários meses.